# Осовиахим
Осовиахим (кирг. Осовиахим) — село в Кочкорском районе Нарынской области Кыргызстана. Входит в состав Чолпонского айылного аймака.

## География
Село расположено в северо-восточной части области, на левом берегу реки Кочкор, на расстоянии приблизительно 21 километра (по прямой) к западу от села Кочкорки, административного центра района. Абсолютная высота — 1964 метра над уровнем моря.

## Население
Согласно оценочным данным Национального статистического комитета Кыргызской Республики, численность населения села на начало 2023 года составляла 1069 человек.
| год     | 2009 | 2014 | 2015 | 2020 | 2021 | 2023 |
| ------- | ---- | ---- | ---- | ---- | ---- | ---- |
| человек | 792  | 1026 | 1017 | 1085 | 1090 | 1069 |